# L'Esquisse
L'Esquisse è l'album di debutto da solista di Keny Arkana, pubblicato nel 2005. Contiene 17 tracce.

## Tracce
1. Le Missile Est Lancé
2. Venez Voir
3. Le Temps Passe Et S'écoule
4. Ça Nous Correspond Pas
5. L'usine À Adulte
6. Le Rap A Perdu Ses Esprits
7. Faut Qu'on S'en Sorte
8. Style Libre
9. J'ai Besoin D'air
10. Tout Le Monde Debout
11. Jeunesse De L'occident
12. La Main Sur Le Cœur
13. Dur D'être Optimiste
14. J'lève Ma Rime
15. De L'opéra À La Plaine
16. Outro
17. Medley